# Granat AN-M14
AN-M14 – amerykański granat zapalający. Materiał zapalający w postaci TH3 Termat (ulepszony Termit) umieszczony jest w obudowie w kształcie puszki. Termit podczas spalania osiąga temperaturę prawie 2500°C. Podczas procesu spalania wydzielany jest tlen, dzięki czemu granat pali się również pod wodą oraz jest bardzo trudny do gaszenia. Granat jest szary z purpurowymi oznaczeniami. Z powodu dużej masy zastąpiony granatami fosforowymi.